# 李彝敏
李彝敏（？—943年），是五代十国时党项族的首领，本姓拓跋，是李仁福的儿子。
后晋天福八年（943年）夏州牙内指挥使拓跋崇斌想要反晋，绥州刺史李彝敏要帮他，被朝廷发现；八月廿五日，李彝敏放弃了绥州（今陕西省绥德县），和弟弟李彝俊等五人逃奔到了延州（今陕西省延安市）。九月十九日，定难节度使李彝殷奏报绥州刺史李彝敏作乱，出帝石重贵下诏，拘押李彝敏到夏州，将他杀死。